# Witold Szymczukiewicz
Witold Szymczukiewicz (ps. „Mimoza”, ur. 24 czerwca 1910 w Gatczynie, zm. 19 września 1987 w Kartuzach) – polski kapłan katolicki, doktor teologii, kapelan Armii Krajowej, Sprawiedliwy wśród Narodów Świata.

## Życiorys
Był synem Michała (urzędnika kolejowego) i Elżbiety z domu Koiro. W 1918 roku, po rewolucji październikowej i w obawie przed bolszewikami, przeniósł się wraz z rodzicami do Białegostoku, gdzie ukończył szkołę średnią i był ministrantem przy kościele pw. św. Rocha. W 1927 roku wstąpił do Niższego Seminarium Duchownego w Nowogródku, które od 1928 roku funkcjonowało w Drohiczynie. Maturę zdał w 1932 roku i zaraz został powołany do wojska (służył w Szkole Podchorążych Rezerwy Piechoty w Brześciu). W 1933 roku wstąpił do Seminarium Duchownego w Wilnie. Równocześnie studiował na Wydziale Teologii Uniwersytetu Stefana Batorego. Święcenia kapłańskie otrzymał 18 czerwca 1939 roku w Wilnie z rąk arcybiskupa Romualda Jałbrzykowskiego. Tytuł magistra uzyskał w roku 1940 (praca Sposoby poznania istnienia Boga wg św. Bonawentury pisana pod kierunkiem księdza doktora Władysława Suszyńskiego).
Pierwszy wikariat otrzymał 4 sierpnia 1940 roku w Kalwarii, gdzie został aresztowany przez litewska policję i osadzony w zamienionym na więzienie klasztorze dominikańskim w Liszkowie. W czerwcu 1940 roku powrócił do parafii, 26 września tego roku skierowano go do wsi Rukojnie koło Miednik, gdzie służył do końca wojny. Pełnił wówczas funkcję kapelana lokalnych oddziałów Armii Krajowej. Z czasem, pod pseudonimem Mimoza, został kapelanem 3. Wileńskiej Brygady Armii Krajowej. Był zaangażowany w ratowanie Żydów. Ukrywał ich, załatwiał fałszywe dokumenty oraz wprowadzał z getta w Lidzie. 16 stycznia 1966 roku otrzymał za swoją postawę tytuł Sprawiedliwego wśród Narodów Świata.
Po zakończeniu II wojny światowej pracował w na Kaszubach i w diecezji gorzowskiej. Doktoryzował się na Akademii Teologii Katolickiej w Warszawie (poszerzając swoją pracę magisterską). Posługiwał w Kartuzach, jako proboszcz w Ugoszczy (1950-1960), Wałczu (1969-1964) i do 1979 roku w parafii Najświętszej Maryi Panny Królowej Różańca Świętego w Słupsku. W 1972 roku otrzymał godność kapelana papieskiego. Jako emeryt mieszkał w Kartuzach, gdzie zmarł na wylew krwi do mózgu i został pochowany na miejscowym cmentarzu.

## Rodzina
Miał młodszego brata, Longina, jezuitę, który pracował między innymi na parafii w Grodnie.